# Котляр Надія Олександрівна
Наді́я Олекса́ндрівна Котля́р (нар. 12 листопада 1993) — українська спортивна акробатка.

## З життєпису
Народилась 1993 року.
На Європейських іграх-2015 в акробатиці у групових змаганнях Надія Котляр, Діана Панчук і Ганна Патченко були п'ятими.